# Eressa buruana
Eressa buruana är en fjärilsart som beskrevs av Van Eecke 1929. Eressa buruana ingår i släktet Eressa och familjen björnspinnare. Inga underarter finns listade i Catalogue of Life.